# Hạt Xi

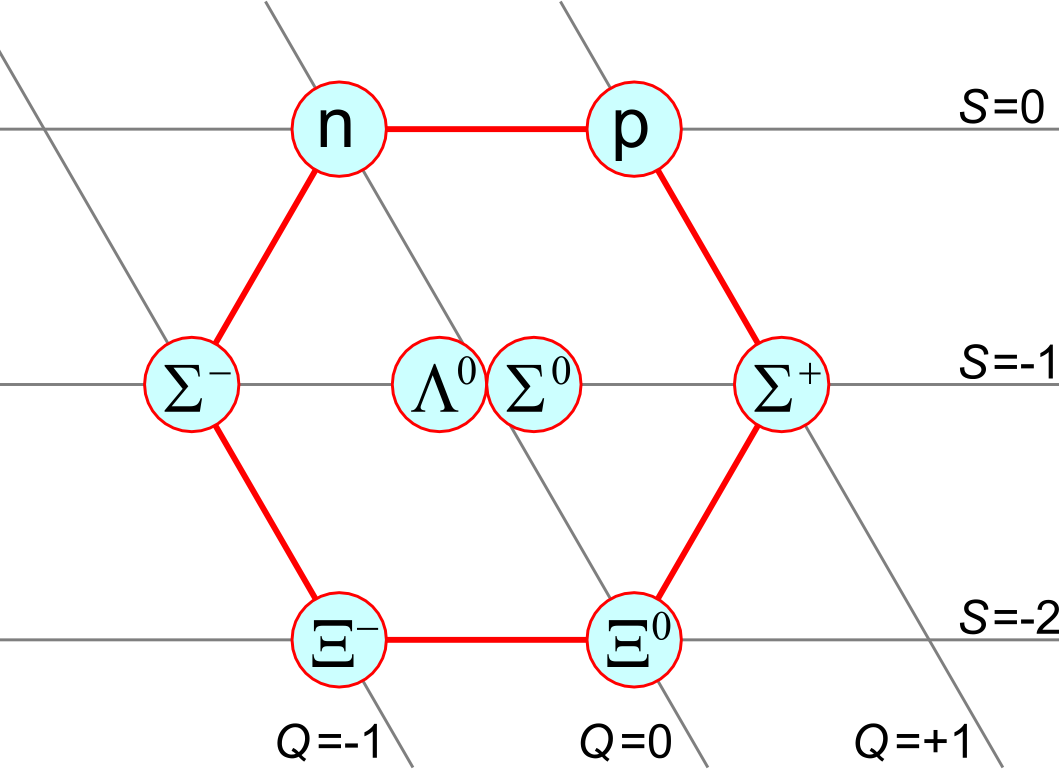
Hạt Xi

Hạt Xi thuộc gia đình Hadron, nhóm Baryon. Hạt được tìm ra vào năm 1964 bởi phòng thí nghiệm quốc gia Brookhaven. Hạt Xi đôi khi gọi là hạt Cascade vì hai hạt này chuyển hóa cho nhau.

## Danh sách các hạt Xi
| Tên hạt               | Ký hiệu  | Các quark được chứa | Khối lượng (MeV/c2) | I    | JP     | Q  | S  | C  | B  | Thời gian sống        | Phân hủy thành        |
| --------------------- | -------- | ------------------- | ------------------- | ---- | ------ | -- | -- | -- | -- | --------------------- | --------------------- |
| Xi                    | Ξ0       | us                  | 1 314,86 ± 0,2      | 1⁄2  | 1⁄2+*  | 0  | -2 | 0  | 0  | (2,90 ± 0,09)×10−10   | Λ0+π0                 |
| Xi                    | Ξ-       | ds                  | 1321,31 ± 0,13      | 1⁄2  | 1⁄2+*  | -1 | -2 | 0  | 0  | (1,639 ± 0,015)×10−10 | Λ0+π-                 |
| Xi cộng hưởng         | Ξ0(1530) | us                  | 1531,80(32)         | 1⁄2  | 3⁄2+   | 0  | -2 | 0  | 0  | -                     | Ξ+π                   |
| Xi cộng hưởng         | Ξ-(1530) | ds                  | 1535,0(6)           | 1⁄2  | 3⁄2+   | -1 | -2 | 0  | 0  | -                     | Ξ+π                   |
| Xi duyên              | Ξ+c      | usc                 | 2467,9 ± 0,4        | 1⁄2  | 1⁄2*+* | +1 | -1 | +1 | 0  | (4,42 ± 0,26)×10−13   | -                     |
| Xi duyên              | Ξ0c      | dsc                 | 2 471,0 ± 0,4       | 1⁄2  | 1⁄2*+* | 0  | -1 | +1 | 0  | 1,12+0,13-0,10×10−13  | -                     |
| Xi duyên cộng hưởng   | Ξr+c     | usc                 | 2575,7 ± 3,1        | 1⁄2  | 1⁄2+   | +1 | -1 | +1 | 0  | -                     | Ξ+c+γ                 |
| Xi duyên cộng hưởng   | Ξr0c     | dsc                 | 2578,0 ± 2,9        | 1⁄2  | 1⁄2+   | 0  | -1 | +1 | 0  | 1,1×10−13             | Ξ0c+γ                 |
| Xi duyên kép          | Ξ++cc    | uc                  | -                   | 1⁄2* | 1⁄2*+* | +2 | 0  | +2 | 0  | -                     | -                     |
| Xi duyên kép          | Ξ+cc     | dc                  | 3518,9 ± 0,9        | 1⁄2* | 1⁄2*+* | +1 | 0  | +2 | 0  | <3,3×10−14            | Λ+c+Κ-+π+ hoặc p+D+Κ- |
| Xi đáy                | Ξ0b      | usb                 | 5792 ± 3            | 1⁄2* | 1⁄2*+* | 0  | -1 | 0  | -1 | 1,42+0,28-0,24×1012   | -                     |
| Xi đáy hoặc Cascade B | Ξ-b      | dsb                 | 5792,9 ± 3,0        | 1⁄2* | 1⁄2*+* | -1 | -1 | 0  | -1 | 1,42×10−12            | -                     |
| Xi đáy                | Ξ0bb     | ub                  | -                   | 1⁄2* | 1⁄2*+* | 0  | 0  | 0  | -2 | -                     | -                     |
| Xi đáy                | Ξ-bb     | db                  | -                   | 1⁄2* | 2⁄2*+* | -1 | 0  | 0  | -2 | -                     | -                     |
| Xi đáy duyên          | Ξ+cb     | ucb                 | -                   | 1⁄2* | 1⁄2*+  | +1 | 0  | +1 | -1 | -                     | -                     |
| Xi đáy duyên          | Ξ0cb     | dcb                 | -                   | 1⁄2* | 1⁄2*+* | 0  | 0  | +1 | -1 | -                     | -                     |